# Avram Hershko
Avram Hershko (in ebraico: אברהם הרשקו; Karcag, 31 dicembre 1937) è un biochimico e biologo ungherese naturalizzato israeliano.

## Carriera
Emigrò in Israele nel 1950. Ricevette il dottorato in medicina nel 1965 e il suo Ph.D. nel 1969 dalla Hebrew University-Hadassah Medical School, a Gerusalemme. Attualmente è un Professore Emerito alla facoltà di medicina al Technion di Haifa.
Nel 2000 ha ricevuto l'Albert Lasker Award for Basic Medical Research. Insieme ad Aaron Ciechanover e Irwin Rose, gli è stato conferito il Premio Nobel per la chimica 2004 per la scoperta della degradazione delle proteine ubiquitina-dipendente. Il ciclo del proteasoma ubiquitina gioca un ruolo chiave nel mantenimento dell'omeostasi delle cellule e si pensa sia coinvolto nello sviluppo e nell'avanzamento di malattie come: tumori, malattie muscolari e neurologiche, risposte immunitarie ed infiammatorie.

## Onorificenze e Premi
- 1987 - Weizmann Prize for Sciences (Israele)
- 1994 - Premio Israele in Biochimica
- 1999 - Gairdner International Award Canada (insieme a A. Varshavsky)
- 2000 - Albert Lasker Award for Basic Medical Research (insieme a A. Ciechanover e A. Varshavsky).
- 2001 - Premio Louisa Gross Horwitz dalla Columbia University
- 2001 - Premio Wolf in Medicina, Gerusalemme
- 2003 - Foreign Associate, National Academy of Sciences, USA
- 2004 - Premio Nobel per la chimica

## Pubblicazioni
- (EN)   Avram Hershko, Aaron Ciechanover, Hanna Heller, Arthur L. Haas e Irwin A. Rose, Proposed role of ATP in protein breakdown: Conjugation of proteins with multiple chains of the polypeptide of ATP-dependent proteolysis, in PNAS, vol. 77, n. 4, 1980,  pp. 1783-1786.
- (EN)   Avram Hershko, Hanna Heller, Sara Elias e Aaron Ciechanover, Components of ubiquitin-protein ligase system: resolution, affinity purification and role in protein breakdown, in Journal of Biological Chemistry, vol. 258, 1983,  pp. 8206-8214.
- (EN)   A. Hershko, E. Leshinsky, D. Ganoth e H. Heller, ATP-dependent degradation of ubiquitin-protein conjugates, in PNAS, vol. 81, n. 6, 1984,  pp. 1619-1623.
- (EN)   A. Hershko, H. Heller, E. Eytan e Y. Reiss, The protein substrate binding site of the ubiquitin-protein ligase system, in Journal of Biological Chemistry, vol. 261, 1986,  pp. 11992-11999.
- (EN)   D. Ganoth, E. Leshinsky, E. Eytan e A. Hershko, A multicomponent system that degrades proteins conjugated to ubiquitin. Resolution of components and evidence for ATP-dependent complex formation, in Journal of Biological Chemistry, vol. 263, 1988,  pp. 12412-12419.
- (EN)   V. Sudakin, H. Heller,  A. Hershko et al., The cyclosome, a large complex containing cyclin-selective ubiquitin ligase activity, targets cyclins for destruction at the end of mitosis, in Molecular Biology of the Cell, vol. 6, n. 2, 1995,  pp. 185-198.